# پایسنبرگ
پایسنبرگ (به آلمانی: Peißenberg) یک شهر در آلمان است که در بایرن واقع شده‌است.

## خصوصیات
پایسنبرگ ۳۲٫۶۹ کیلومتر مربع مساحت دارد ۵۸۴ متر بالاتر از سطح دریا واقع شده‌است.

## خواهرخوانده
شهر Saint-Brevin-les-Pins خواهرخواندهٔ پایسنبرگ هست.